# Mari Possa
Mari Possa, pseudonimo di Mirna Granados (San Miguel, 21 gennaio 1980), è un'attrice pornografica e personaggio televisivo salvadoregna.

## Biografia
La sua famiglia lascia El Salvador per trasferirsi negli Stati Uniti quando Mirna ha 9 anni. Compare in Playboy Sexy Girls Next Door (stagione 1, episodio 39) col suo vero nome Mirna Granados. Entra nel mondo dell'intrattenimento per adulti lavorando come assistente per il regista Seymore Butts.
La sua decisione di entrare in questo mondo e il successivo intervento chirurgico di mastoplastica additiva, sono stati raccontati nello show televisivo Porno: un affare di famiglia, nel quale Seymore Butts e la sua famiglia sono i protagonisti.
Lo show inizia ad essere trasmesso nel 2003, all'inizio della serie viene chiamata con suo vero nome Mirna, fino all'episodio in cui sceglie il suo nome d'arte. La serie, a sua volta, ha seguito lo sviluppo della relazione romantica tra Mirna e Adam Glasser che è nata e si è conclusa davanti alle telecamere del programma.

## Riconoscimenti
- 2005 AVN Award nominee – Best Group Sex Scene, Video – Anal Surprise Party
- 2006 AVN Award nominee – Best Threeway Sex Scene – House of Ass[8]
- 2006 AVN Award nominee – Best All-Girl Sex Scene, Video – War of the Girls[8]
- 2007 AVN Award nominee – Best Group Sex Scene, Video – Butt Pirates of the Caribbean[9]
- 2009 AVN Award nominee – Best Threeway Sex Scene – Jenna 9.5[10]
- 2013 XBIZ Award nomination – Performer Comeback of the Year[11]

## Filmografia
- Asstravaganza (2001)
- International Tushy (2003)
- It's Raining Tushy Girls (2003)
- Jamaican Me Horny (2003)
- Mystified 1: The Vision (2003)
- Strictly BusinASS (2003)
- Tongue in Cheeks (2003)
- Anal Surprise Party (2004)
- Anusthesia (2004)
- British are Coming (2004)
- Finding Tushyland (2004)
- Hardcore Sex in the City 1 (2004)
- Lip Service (2004)
- Lipstick Lesbians 1 (2004)
- Lipstick Lesbians 2 (2004)
- Marty Zion's Beautiful Girls (2004)
- Pussy Party 1 (2004)
- Seed of Seymore (2004)
- Uranus or Bust (2004)
- Welcome to the Valley 5 (2004)
- Wild On X 2 (2004)
- Anal Express (2005)
- Anal Interpreter (2005)
- Bottom Feeders (2005)
- Butt Pirates of the Caribbean (2005)
- Cracked (2005)
- Deep Tush (2005)
- House of Ass (II) (2005)
- Jailbait 1 (II) (2005)
- War Of The Girls (2005)
- Welcum to Casa Butts 2 (2005)
- Faith's Fantasies (2006)
- Party at Butts Place (2006)
- Shhwing (2006)
- All Star Party Poopers (2007)
- Do It Yourself Porn (2007)
- I'll Toss Your Salad If You Butter My Buns (2007)
- Jenna 9.5 (2007)
- Pussy Party 22 (2007)
- Anal vs. Oral (2008)
- Backdoor Review (2008)
- How Could I Forget That Asshole (2008)
- How to Eat Pussy Like a Champ (2008)
- Naughty Nymphs (2008)
- Romancing the Butthole (2008)
- Sinful Angels (2008)
- There's Something About Mari (2008)
- View to a Rear (2009)
- Latina Solitas (2011)
- Dairyere The Moovie (2012)
- Girlfriends 5 (2012)
- Lesbian Cougars On The Hunt (2012)
- My Mom Likes Girls 2 (2012)
- Seymore Butts' Does Exxxotica (2012)
- Tag Team Tushy (2012)
- Cirque Du Hole-A (2013)
- Girl-Girl Fart Lickers 3 (2013)